# عصام عبد العزيز (كاتب صحفي)
عصام عبد العزيز (1954 - 2015 )، كاتب صحفي مصري، تخرج من جامعة حلوان ثم عمل محررا في روز اليوسف و تدرج في المناصب حتي وصل الي رئاسة التحرير2012، حتي توفي في 3 فبراير 2015

## مقالاتة
- أزمة إخـوان السيـاسـة.. والسلطــــة 2012 [11]
- أزمة المعارضة والجماعة 2012 [12]
- أمريكا.. «الشريك المخالف» 2012[13]
- انا و الحكومة و الزمن طويل 2012[14]
- الحكومة الرخوة ومعاركنا ضد الإرهاب 2013[15]
- الرئيس القدوة [16]
- «أخونة الدولة المصرية» أهم معاركهم 2012[17]
- مولود جديد في الذكرى الـ 56 لسيدة الصحافة العربية: «روزاليوسف» التى لا تموت 2013 [18]
- العنف العشوائى في بر مصر 2013 [19]
- أزمة الجماعة التى تحكم مصر 2013 [20]
- 25 يناير.. «ثورة شعبية» ومؤامرة «إخوانية» 2014 [21]
- ثورة العقول المصرية 2014 [22]

## البرامج التليفزيونية
- حكايات مصرية [23]
- برنامج عزيز عيني[24]
- الستات ميعرفوش يكدبوا[25]